# Roggwil, Bern
Roggwil är en ort och kommun i distriktet Oberaargau i kantonen Bern, Schweiz. Kommunen har 4 326 invånare (2023).